# Uppington
Uppington är en by i civil parish Wroxeter and Uppington, i distriktet Shropshire, i grevskapet Shropshire, i England. Byn är belägen 11 km från Shrewsbury. Uppington var en civil parish fram till 1986 när blev den en del av Uppington & Wroxeter. Civil parish hade 86 invånare år 1961. Byn nämndes i Domedagsboken (Domesday Book) år 1086, och kallades då Opetone.